# Diözese Tschernowzy und Bukowina
Die Diözese Tschernowzy-Bukowina  ist eine Eparchie der Russisch-Orthodoxen Kirche in der Ukraine. Sie umfasst Pfarreien und Klöster in der Oblast Tscherniwzi. Bischof ist Metropolit Meletiy Egorenko.

## Geschichte
Während des 10. und 11. Jahrhunderts waren lokale Pfarreien und Klöster dem Kiewer Metropoliten unterstellt. Ab dem 12. Jahrhundert waren sie Teil der galizischen Diözese und unterstanden der Oberhoheit der galizischen Bischöfe und Metropoliten, ehe sie ab dem 15. Jahrhundert zur Diözese Radiwzi gehörten. Kirchenslawisch war die liturgische und geschäftliche Sprache. Erst mit der Verlegung des Sitzes der moldawischen Metropolie nach Iași begann die kirchliche Einführung der rumänischen Sprache. Dabei setzte eine Rumänisierung der orthodoxen Kirchen der Region ein, die von den vom Osmanischen Reich eingesetzten Phanarioten unterstützt wurde.
Nach der Eroberung des westlichen Teils der Bukowina durch Österreich-Ungarn wurde die Diözese Radiwez am 12. Dezember 1781 in die Diözese Czernowitz-Bukowina der Metropole Karlovac umstrukturiert, die von den Bischöfen von Czernowitz und Bukowina geleitet wurde. Im Januar 1873 wurde die Diözese mit fast autokephalem Status umstrukturiert. An ihrer Spitze stand der Metropolit der Diözese der Bukowina und Dalmatiens.
Die Pfarreien des östlichen Teils der Bukowina blieben bei der moldawischen Metropolregion, aus der die Diözese Chotyn gebildet wurde. Nachdem Chotyn dem Russischen Reich angegliedert worden war, wurden die örtlichen Pfarreien in die Chișinău-Chotyn-Eparchie der Russisch-Orthodoxen Kirche eingegliedert.
In den Jahren 1918–1919 wurde das Gebiet der Nordbukowina vom Rumänien besetzt. 1925 wurden die Pfarreien der Ostbukowina mit der Metropolie der Bukowina unter der Leitung des Metropoliten von Bukowina und Chotyn vereinigt und in die Rumänisch-Orthodoxe Kirche eingegliedert.
Am 29. Juni 1940 wurde die Nordbukowina von sowjetischen Truppen besetzt und der Ukrainischen SSR zugeführt. In diesem Zuge wurde die örtliche Diözese in das ukrainische Exarchat der Republik China aufgenommen.
Nach der Proklamation der Unabhängigkeit der Ukraine wurde die Eparchie Tschernowzy-Bukowina 1941 Teil des Ukrainisch-Orthodoxen Moskauer Patriarchats.

## Klöster
- Himmelfahrtskloster "Bancheni",  Bezirk Herza
- Kloster des Heiligen Apostolischen Fürsten Volodymyr Kolinkivsky, Bezirk Chotyn
- Johannes der Theologe Chreschtschatyk-Kloster, Bezirk Zastawna
- St.-Nikolaus-Neporotovsky-Kloster "Galytsia", Bezirk Sokyryany
- Geburt der Heiligen Jungfrau, Kloster Horetscha, Czernowitz
- Mariä Himmelfahrt Kulivetsky Kloster, Bezirk Zastawna
- Ikone des Klosters der Gottesmutter, Bezirk Nowoselyzja
- Kloster St. Athanasius von Athos, Bezirks Nowoselyzja
- Heilige Myrrhe tragende Frauen Kloster Leorda, Bezirk Storoschynez
- St.-Anna-Kloste, Bezirk Waschkiwzi
- Vvedensky-Kloster, Czernowitz
- Heiliger Märtyrer Ioanna Sochavsky, Kloster "Slatina", Bezirk Storoschynez
- Pokrovsky-Kloster, Bezirk Hlyboka

## Bildungsaktivitäten
Bildungsaktivitäten innerhalb der Diözese werden mit Hilfe von etwa 35 kirchlichen Sonntagsschulen durchgeführt. Seit 1999 ist das Orthodoxe Theologische Institut Czernowitz (Moskauer Patriarchat) mit einer privaten Sekundarschule tätig.